# Mastocyte

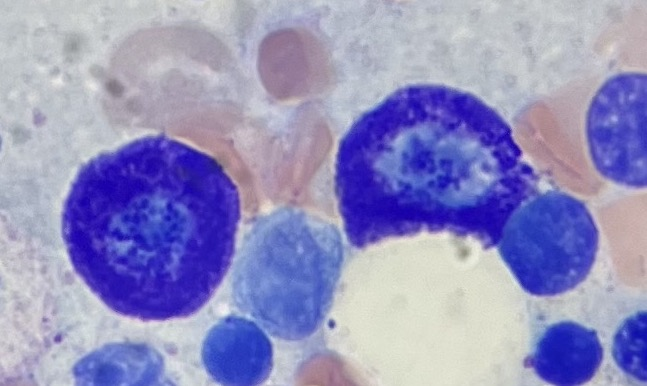
Deux mastocytes dans la moelle osseuse, grossissement x 1000 après coloration de Wright.

Le mastocyte est une cellule présente dans les tissus conjonctifs, qui fait partie du système immunitaire et se caractérise par la présence dans son cytoplasme de très nombreuses granulations contenant des médiateurs chimiques comme la sérotonine, l’histamine, la tryptase ou l’héparine.
Ces cellules contribuent à la défense contre les agents infectieux et à la cicatrisation, mais sont également associées à l'allergie et au phénomène d'anaphylaxie.
Lorsqu'il est en contact avec un allergène et qu'il présente à sa surface les IgE spécifiques de celui-ci ou en contact d'agents infectieux, il dégranule et libère ses médiateurs de façon très rapide, par un mécanisme d'exocytose.
Les mastocytes relarguent rapidement des granules caractéristiques enrichies en histamine et en héparine, ainsi que différents médiateurs hormonaux et des chimiokines. L'histamine induit la vasodilatation, causant ainsi les différents signes caractéristiques de l'inflammation, et recrute des neutrophiles et des macrophages.
La même activation induit de façon plus retardée (quelques heures) la synthèse de nombreuses cytokines (comme le TNF-alpha) et chimiokines (cf. chimiotactisme) (comme les Interleukines et leucotriènes.)
Il déclenche ainsi des réactions allergiques immédiates, parfois graves, comme un choc anaphylactique qui engendre une hypotension.
Le cromoglycate de sodium (acide cromoglicique) bloque la dégranulation des mastocytes en se fixant sur leurs membranes plasmiques.

## Caractéristiques microscopiques
Le mastocyte est une cellule principalement localisée dans les tissus conjonctifs. La peau en est l'organe le plus riche, mais tous les autres organes en contiennent à des degrés variables. Néanmoins, des mastocytes sont également présents dans les mucus (ils ont alors un aspect morphologique légèrement différents des mastocytes du tissu conjonctif). En microscopie optique, le mastocyte est une cellule mononucléée de 20 à 30 µm de diamètre, de forme variable (ronde, ovalaire, polygonale ou fusiforme), avec un noyau rond et central, et un cytoplasme basophile ou incolore rempli de très nombreuses granulations colorées en violet foncé par la coloration de May-Grünwald Giemsa. L'identification du mastocyte repose essentiellement sur la mise en évidence de la métachromasie de ses granulations, colorées en violet par le bleu de toluidine. Cette identification est difficile en cas de dégranulation spontanée ou provoquée par une agression mécanique. La mise en évidence de certaines activités enzymatiques par des réactions cytochimiques, comme celle de la tryptase, peut aider à l'identification de cette cellule.

## Provenance et différenciation
Chez les rongeurs, comme chez l'humain, les mastocytes dérivent des cellules souches hématopoïétiques non engagées présentes dans la moelle osseuse. Chez l'humain, ces cellules souches, stimulées par le CD117, donnent naissance à des progéniteurs mastocytaires de phénotype CD34+, KIT+ (le récepteur au Stem Cell Factor ou SCF), CD13+, sous l’influence de cytokines, en particulier le SCF. Ces progéniteurs passent dans le sang et colonisent les tissus où ils terminent leur différenciation en mastocytes, toujours sous l'effet de cytokines libérées localement, essentiellement encore le SCF, mais aussi l'Interleukine 4 ou l'Interféron-gamma. 
Dans le mucus , la maturation de ces progéniteurs donne naissance à des mastocytes exprimant essentiellement la tryptase (MCT), et dans le tissu conjonctive des mastocytes exprimant la tryptase , la chymase et des carboxypeptidases  (MCTC),. Les MCT sont essentiellement présents dans la mucus du tube digestif et des bronches, tandis que les MCTC sont surtout observés dans la peau, les ganglions et la sous-muqueuse digestive. L'étude des fonctions du mastocyte obtenu par purification à partir de tissus normaux étant très difficile, compte tenu de la rareté de cette cellule, des méthodes d'obtention de ces cellules par culture in vitro ont été mises au point récemment. Ainsi, la culture en milieu liquide de progéniteurs hématopoïétiques humains normaux CD34 positifs en présence de SCF recombinant permet d'obtenir après 8 à 10 semaines des suspensions pures de mastocytes dont le phénotype est le plus souvent MCT.

## Fonctions et rôles en pathologie humaine
Une des principales caractéristiques du mastocyte est d’exprimer à sa membrane le récepteur de haute affinité des IgE (FcepsilonRI), dont l’agrégation par des complexes IgE-allergène induit la dégranulation mastocytaire, événement à l’origine des réactions d’hypersensibilité immédiate. La stimulation des mastocytes peut être également faite par d'autres substances : C3a et C5a (système du complément), venin, CD117, substance P...
Les mastocytes produisent de nombreux médiateurs physiologiques (histamine, héparine, prostaglandines, PAF, ECF-A, leucotriènes, facteur de nécrose tumorale, enzymes protéolytiques et cytokines) qui jouent un rôle important dans des processus variés : hypersensibilité de type immédiate, inflammation, défense vis-à-vis de certaines bactéries ou parasites, réponse à une prolifération tumorale, processus de cicatrisation et de fibrose, angiogenèse, etc. Ils relarguent également des composés mitochondriaux ainsi que des exosomes.
Chez certains sujets, on constate l'existence d'une prolifération anormale de mastocytes, soit uniquement au niveau cutané, soit dans différents organes. On parle alors de mastocytose.